# Setrobuvir
Setrobuvir (còn được gọi là ANA-598) là một ứng cử viên thuốc thử nghiệm để điều trị viêm gan C được phát hiện tại Anadys Dược phẩm, được Roche mua lại vào năm 2011; Roche chấm dứt phát triển vào tháng 7 năm 2015. Đó là trong các thử nghiệm lâm sàng giai đoạn IIb, được sử dụng kết hợp với interferon và ribavirin, nhắm mục tiêu bệnh nhân viêm gan C có kiểu gen 1.
Setrobuvir hoạt động bằng cách ức chế enzyme viêm gan C NS5B, một loại RNA polymerase.